# Città studi
Città Studi (cité des études) est un quartier de Milan situé dans la zone 3 de la ville, lieu de vie étudiante et universitaire. 
Dans le quartier il y a le siège central de l'école polytechnique de Milan, cinq facultés de l'université de Milan, des résidences universitaires, des écoles élémentaires, moyennes et supérieures et des cliniques privées et publiques .
À l'origine, le nom Città Studi indiquait seulement la zone des édifices de l'école polytechnique de Milan et des cinq facultés scientifiques de l'université de Milan. Aujourd'hui, le quartier Città Studi est compris entre les boulevards circulaires (circonvallazione esterna), la place Piola, la gare de Milan-Lambrate et la rue Argonne.
Le 19 septembre 1970, le quartier a été victime d'un attentat des Brigades rouges, qui ont fait exploser deux bidons d'essence dans la rue Moretto da Brescia.

## Lieux d’intérêt
- Gare de Milan-Lambrate (it)
- École polytechnique de Milan
- Université de Milan
  - Faculté de médecine vétérinaire
  - Faculté de sciences agraires et alimentaires
  - Faculté de pharmacologie
  - Faculté de sciences et technologie
  - Faculté du sciences du sport
- Institut national pour l'étude et le traitement du cancer
- Institut neurologique C. Bestia
- Église de Saint Nereo et Saint Achilleo

## Sources
- (it) Cet article est partiellement ou en totalité issu de l’article de Wikipédia en italien intitulé « Città Studi » (voir la liste des auteurs).